# ربازار تارز

رِبازار تارْز (Rebazar Tarzs) رِبازار تارْز، مشعلدار اکنکار در جهان‌های تحتانی است. او معلم معنوی بسیاری از استادانِ اک ازجمله پدارزاسک (پال توئیچل) بوده که در سال ۱۹۶۵ عصای قدرتِ اک را به دستش داد. گفته شده که او بیش از پانصد سال سن دارد. ربازار تارز در کلبه‌ای واقع در کوه‌های هندوکش زندگی می‌کند و هنگامی که در امور اکنکار به استاد حق در قید حیات حاضر کمک می‌کند، بر بسیاری از افراد ظاهر می‌شود. او خود زمانی به‌عنوان ماهانتا، استاد حق در قید حیات اک خدمت کرده‌است .
(برگرفته از سایت مرکزی اکنکار)